# Nganasanie
Nganasanie (dawniej „Tawgijczycy”, rzadziej „Tawgi-Samojedzi”; nazwa własna няа – njaa) – autochtoniczna grupa etniczna z północno-wschodniej Syberii (Rosja), zamieszkująca głównie półwysep Tajmyr. Nganasanie zaliczani są do Samojedów.
W roku 1926 populacja Nganasanów wynosiła 807 osób, w roku 1989 było ich 1278. Według oficjalnego spisu ludności w roku 2002 populacja liczyła 834 osoby. Używają języka nganasańskiego, należącego do grupy samojedzkiej.
Tradycyjnymi zajęciami tego ludu są myślistwo, rybołówstwo oraz hodowla reniferów.
Formalnie wyznają prawosławie, zachowali jednak wiele elementów swej tradycyjnej religii – szamanizmu.